# Andrew Goldman (Filmproduzent)
Andrew Goldman ist ein Filmproduzent und Filmregisseur.

## Karriere
Goldman begann seine Karriere 2009 mit dem Kurzfilm Bikini Lighters, der ein Jahr später beim South-by-Southwest-Filmfestival in der Hauptkategorie nominiert wurde. Danach drehte er zwei weitere Kurzfilme, bevor er sich hauptsächlich der Produktion von Langfilmen zuwandte. Er arbeitet bei Cinereach. So war er 2013 für The Cold Lands, 2017 für Beach Rats und 2018 für We the Animals verantwortlich. Für letzteren wurde er bei den Independent Spirit Awards mehrfach nominiert. Am erfolgreichsten war seine Mitarbeit an Marcel the Shell with Shoes On, der zahlreiche Nominierungen erhielt. So wurde er 2023 mit Regisseur Dean Fleischer Camp und den Produzenten Elisabeth Holm, Caroline Kaplan und Paul Mezey für einen Oscar in der Kategorie Bester Animationsfilm nominiert.
Danach produzierte er 2023 das Filmdrama Janet Planet von Annie Baker, das für einen Independent Spirit Award in der Kategorie Bester Debütfilm nominiert ist. Außerdem arbeitet er an den Produktionen Rebuilding und Capsized.

## Filmografie (Auswahl)

### Regisseur
- 2009: Bikini Lighters (Kurzfilm)
- 2011: Jim Kirby’s Pizza (Kurzfilm)
- 2011: Door Man (Kurzfilm)

### Produzent
- 2011: The Forgivness of Blood
- 2011: Door Man (Kurzfilm)
- 2011: Open House (Kurzfilm)
- 2012: The Girl
- 2012: The History of Future Folk
- 2012: Apocalypse: A Bill Callahan Tour Film
- 2013: The Cold Lands
- 2013: Teenage
- 2015: Salero
- 2017: Beach Rats
- 2018: We the Animals
- 2018: Matangi/Maya/M.I.A.
- 2021: After Yang
- 2021: Marcel the Shell with Shoes On
- 2022: Goodnight Mommy
- 2023: Janet Planet

## Auszeichnungen (Auswahl)
- 2010: South by Southwest Großer-Jurypreis-Nominierung in der Kategorie Narrative Short für Bikini Lighters
- 2018: IDA-Award in der Kategorie Beste Musikdokumentation für Matangi/Maya/M.I.A.
- 2019: Independent-Spirit-Award-Nominierung in der Kategorie Bester Debütfilm für We the Animals
- 2021: CinEuphoria-Award-Nominierung in der Kategorie Bester Internationaler Film für We the Animals
- 2023: INOCA in der Kategorie Bester Animationsfilm für Marcel the Shell with Shoes On
- 2023: BAFTA-Nominierung in der Kategorie Bester Animationsfilm für Marcel the Shell with Shoes On
- 2023: Oscar-Nominierung in der Kategorie Bester Animationsfilm für Marcel the Shell with Shoes On
- 2025: Independent-Spirit-Award-Nominierung in der Kategorie Bester Debütfilm für Janet Planet